# Премия Алексиса де Токвиля в области государственного управления
Премия Алексиса де Токвиля (Alexis de Tocqueville prize) − премия в области государственного управления, учрежденная и присуждаемая Европейским институтом государственного управления (European Institute of Public Administration, EIPA). Премия вручается каждые два года человеку или группе, чьи работа и взгляды внесли значительный вклад в улучшение государственного управления в Европе. Премия названа в честь французского социолога и политического деятеля А. Токвиля, учреждена в 1987 году и впервые вручена в 1988.
Её не следует смешивать с французской премией Алексиса де Токвиля за достижения в гуманизме и приверженности гражданским свободам, вручаемой с 1979 г., и одноименной же премией, учрежденной (но не вручавшейся) Американской исторической ассоциацией.

## Лауреаты
| Год вручения | Лауреат | Формулировка |
| 1988         | Рэйнер (Lord Rayner, Великобритания) | За внедрение специального метода модернизации центрального правительства и аппарата государственной службы Великобритании − метода, который мог бы также быть использован в государственном управлении Европейского сообщества |
| 1989         | О. фон дер Габленц (Otto von der Gablentz, Германия) | За его новаторские идеи и вклады, как в публикациях, так и в практической деятельности, в модернизацию действий дипломатических корпусов в рамках двусторонних отношений между странами-членами ЕС.                            |
| 1991         | Группа восьми французских чиновников: · Ф. де Клозе (François de Closets), · Ю. Прево (Hubert Prévot), · Р. Фрэс (Robert Fraisse), · Ж. Метуди (Gérard Metoudi), · С. Франсуа (Sylvie François), · Б. Пешёр (Bernard Pêcheur), · Ф. Белаваль (Philippe Bélaval) · и С. Вальмон (Serge Vallemont) · Франция | |
| 1993         | Х. Понт (Hans A.P.M. Pont, Нидерланды) | За его личный вклад в модернизацию производственных отношений в гражданской службе Нидерландов. |
| 1995         | Г. Хольцингер (Gerhart Holzinger, Австрия), · Ю. Кивеля (Juhani Kivelä, Финляндия), · Б. Риддарстрём (Bo Riddarström, Швеция) | За их вклад во вступление Австрии, Финляндии и Швеции в Европейский союз. |
| 1997         | С. Кассезе (Sabino Cassese, Италия) | |
| 1999         | Э. Гарсия де Энтеррия (Eduardo García de Enterría, Испания) | |
| 2001         | Я. Сёдерман (Jacob Söderman, Финляндия) | |
| 2003         | Н. Киннок (Neil Kinnock, Великобритания), · Г. Букерт (Geert Bouckaert, Бельгия) | |
| 2005         | М. Гинтовт-Янкович (Maria Gintowt-Jankowicz, Польша | |
| 2007         | | |
| 2009         | | |